# 森特鎮區 (內布拉斯加州霍爾縣)
森特鎮區（英語：Center Township）是位於美國內布拉斯加州霍爾縣的一個行政鎮區。

## 地方資料
森特鎮區的面積為71.46平方千米，皆為陸地。根據2020年美國人口普查的數據，當地共有人口762人，而人口密度為每平方千米10.66人。